# Ternovîțea, Tîsmenîțea
Ternovîțea (în ucraineană Терновиця) este un sat în comuna Novi Krîvotulî din raionul Tîsmenîțea, regiunea Ivano-Frankivsk, Ucraina.

## Demografie
Componența lingvistică a localității Ternovîțea
     Ucraineană (99,73%)
     Alte limbi (0,27%)
Conform recensământului din 2001, majoritatea populației localității Ternovîțea era vorbitoare de ucraineană (99,73%), existând în minoritate și vorbitori de alte limbi.